# Larentia adonis
Larentia adonis là một loài bướm đêm trong họ Geometridae.